# Mara Corradini
Mara (Margherita) Corradini (* 5. Dezember 1880 in Neapel; † 5. Juli 1964 in Scuol) war eine schweizerisch-italienische Malerin des späten 19. und frühen 20. Jahrhunderts. Ihr künstlerisches Werk fokussierte sich auf Landschaftsmalerei, Intérieur, Porträt sowie Genremalerei- und Klinikszenen.

## Leben

### Frühes Leben und Ausbildung
Mara Corradini wurde in Italien als Tochter von Giacomo Corradini, einem aus Sent stammenden Industriellen, und Alice Bally aus Schönenwerd geboren. Ihre Kindheit verbrachte sie in Neapel, wo sie ihre ersten künstlerischen Grundlagen von Tommaso Celentano erlernte. Später setzte sie ihr Kunststudium in Paris an der renommierten Académie Julian fort. Um 1900 verkehrte sie in München in den Ateliers von Künstlern aus dem Umkreis der secessionistischen Bewegung, wie Franz Skarbina und Martin Brandenburg.
In den Jahren von 1902 bis 1910 setzte Mara Corradini ihre Studien in den Niederlanden fort, wo sie unter der Anleitung des holländischen Malers Henry Luyten arbeitete. Die Jahre zwischen 1910 und 1913 verbrachte sie an der Weimarer Akademie. Während dieser Zeit unternahm sie auch mehrere Reisen durch Europa und begleitete unter anderem ihren Vater nach Tripolis. 1912 nahm sie das erste Mal an der Biennale di Venezia teil. 1913 folgte ihre erste Einzelausstellung in der Londoner Doré Gallery.

### Krankheit und Rückzug
Zwischen 1915 und 1924 litt Corradini an einer schweren Krankheit, die sie dazu zwang, längere Zeit in einem Zürcher Krankenhaus zu verbringen. Dort richtete sie sich ein Atelier ein und fand weiterhin Möglichkeiten zur künstlerischen Betätigung. Während dieser Zeit nahm sie auch an verschiedenen Ausstellungen, darunter erneut an der Biennale di Venezia in den Jahren 1920, 1922 und 1924, teil. 
Bis heute existiert ein grosser Teil des Briefwechsels aus dieser Zeit mit Korrespondenten aus ganz Europa sowie mit Freunden und Familie, insbesondere auch aus Italien. Einzelne Briefe und ein an sie adressiertes Widmungsgedicht von Rainer Maria Rilke zeugen von ihrer Bekanntschaft mit dem Dichter. Nachgewiesen ist auch ein Besuch Rilkes 1919 bei Corradini in der Klinik «Theodosianum» in Zürich. Corradini pflegte unter anderem Kontakt zu Sigismund Righini, Cuno Amiet, Augusto Giacometti, Edgar Vital und Gottardo Segantini.

### Rückkehr und späte Jahre
1925 fand eine Einzelausstellung von Mara Corradini in der Galleria Pesaro in Mailand statt. In den folgenden Jahren kehrte sie nach Neapel zurück, heiratete Giovanni Sommariva und erhielt die italienische Staatsbürgerschaft. Sie setzte ihre kulturell orientierten Reisen fort. In den späten 1930er Jahren hatte sie eine Übersichtsausstellung im Bündner Kunsthaus in Chur, die ihre Vielseitigkeit und künstlerische Entwicklung verdeutlichte.

### Spätere Werke und Rückzug ins Engadin
Nach einer Phase der Krankenhausaufenthalte in Zürich wandte sich Corradini vermehrt der Porträtmalerei zu und setzte sich auch mit okkulten Themen auseinander. In ihren letzten Lebensjahren, die sie grösstenteils im Engadin verbrachte, schuf sie zahlreiche Zeichnungen, die von den okkulten Wissenschaften inspiriert waren. Diese Werke zeichneten sich durch nervöse Flecken und Linien aus und zeigen gelegentlich mysteriöse Gestalten.

## Werk und Rezeption
Corradinis Kunststil wurzelte im Realismus des 19. Jahrhunderts, erfuhr jedoch im Laufe der Jahre verschiedene Einflüsse und Veränderungen. Von ihrer Vorliebe für den Realismus in Neapel über die impressionistische Landschaftsmalerei in Belgien bis hin zu einer Phase der Expressivität und Farbenvielfalt nach der Wiederentdeckung von Werken von Künstlern wie Rembrandt und Frans Hals.
Mara Corradini pflegte zeit ihres Lebens den Kontakt zu bekannten Persönlichkeiten und genoss eine grosse Beliebtheit in den Kreisen der Modernisten Anfang des 20. Jahrhunderts. Insbesondere die Korrespondenz mit anderen Kunstschaffenden und Freunden zeigt, wie vernetzt Mara Corradini in ganz Europa war. Sie konnte zwischen 1910 und 1930 Erfolge feiern, nach ihrem Tod 1964 geriet sie schnell in Vergessenheit.
Ihr Stil wurzelte in der Malerei des 19. Jahrhunderts und geriet durch die revolutionären Neuerungen der historischen Avantgarde in den Hintergrund. Trotzdem hinterliess sie ein vielseitiges und eigenständiges künstlerisches Erbe, das durch Retrospektiven und Ausstellungen, wie jene von 1995 in Vulpera und Sent, wiederentdeckt und gewürdigt wurde.